# Georg Schulenburg

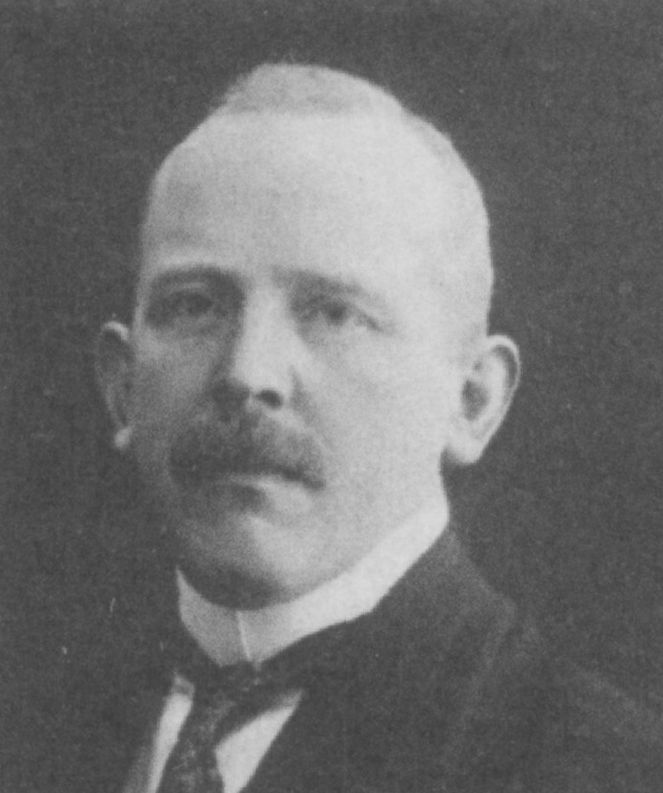
Georg Schulenburg als Reichstagsabgeordneter 1912

Georg Schulenburg (* 19. Juni 1872 in Hannover; † 21. August 1963 in Bad Harzburg) war Kaufmann und Mitglied des Deutschen Reichstags.

## Leben
Schulenburg besuchte die Volksschule in Paderborn, die Gymnasien in Paderborn und in Dortmund bis zum Abiturientenexamen und war danach von 1893 bis 1895 Lehrling in Hamburg. Nach dem Dienstjahr war er 2 ½ Jahre in Birmingham (England) und ein Jahr in Paris. Ab 1900 war er Mitinhaber der Kolonialwaren-Großhandlung Gebr. Schwollmann in Soest. Er hat im Hannoverschen Feldartillerie-Regiment Nr. 10 gedient und war Oberleutnant der Reserve im 1. Westfälischen Feldartillerie-Regiment Nr. 7. Ferner war er Vorsitzender des Krieger- und Landwehrvereins Soest und des Kreis-Kriegerverbandes Soest, Stadtverordneter in Soest und Inhaber der Landwehrdienstauszeichnung II. Klasse.
Von 1912 bis 1918 war er Mitglied des Deutschen Reichstags für den Wahlkreis Regierungsbezirk Arnsberg 7 (Hamm, Soest) und die Nationalliberale Partei. Die Stichwahl gewann er 1912 gegen den christlichen Gewerkschafter Joseph Wiedeberg. Sein Gegenkandidat von den Sozialdemokraten war im ersten Wahlgang Fritz Husemann.